# Jellal Abdelkafi
Jellal Abdelkafi est un architecte-paysagiste et urbaniste tunisien.
Il publie à partir des années 1980 des thèses, ouvrages et livres sur l'architecture, l'histoire et l'urbanisme en Tunisie et dans le monde arabe.

## Publications
- Jellal Abdelkafi et Jacques Besançon, Présent et avenir des médinas (de Marrakech à Alep), Tours, Centre d'études et de recherches sur l'urbanisation du monde arabe, 1982, 281 p.
- Jamila Binous, Fatma Ben Becher et Jellal Abdelkafi, Tunis, Tunis, Sud Éditions, coll. « Villes du monde arabe », 1985, 153 p. (ISBN 978-2864440314).
- Jellal Abdelkafi, La Médina : espace historique de Tunis, Créteil, Institut d'urbanisme de Paris, 1987, 265 p.
- Michel Camau et Jellal Abdelkafi, Tunisie au présent : une modernité au-dessus de tout soupçon ?, Paris, Institut de recherches et d'études sur le monde arabe et musulman, 1987, 420 p. (ISBN 978-2222040538).
- Jellal Abdelkafi, La Médina de Tunis : espace historique, Paris, Presses du CNRS, 1989, 277 p. (ISBN 978-9973716170, BNF 40576096), prix Paul-Marmottan 1989.
- Odile Marcel, Paysage modes d'emploi : pour une histoire des cultures de l'aménagement, Seyssel, Champ Vallon, 2006, 289 p. (ISBN 978-2876734418).